# Duitse arbeidersbond
De Duitse arbeidersbond was een organisatie die door Karl Marx en Friedrich Engels in Brussel eind augustus 1847 werd opgericht. 
Deze vereniging bood steun aan Duitse revolutionaire arbeiders in België. Ze leverde zowel educatieve als recreatieve faciliteiten aan haar leden. De meeste van hen waren ambachtslieden, fabrieksarbeiders of bedienden. Sommige leden waren tevens lid van de Bond der Communisten.
De organisatie werd praktisch bestuurd door Marx en zijn vrienden. Marx hield ook lezingen voor leden van de vereniging over zijn theorie van de meerwaarde.